# Thomas B. Costain

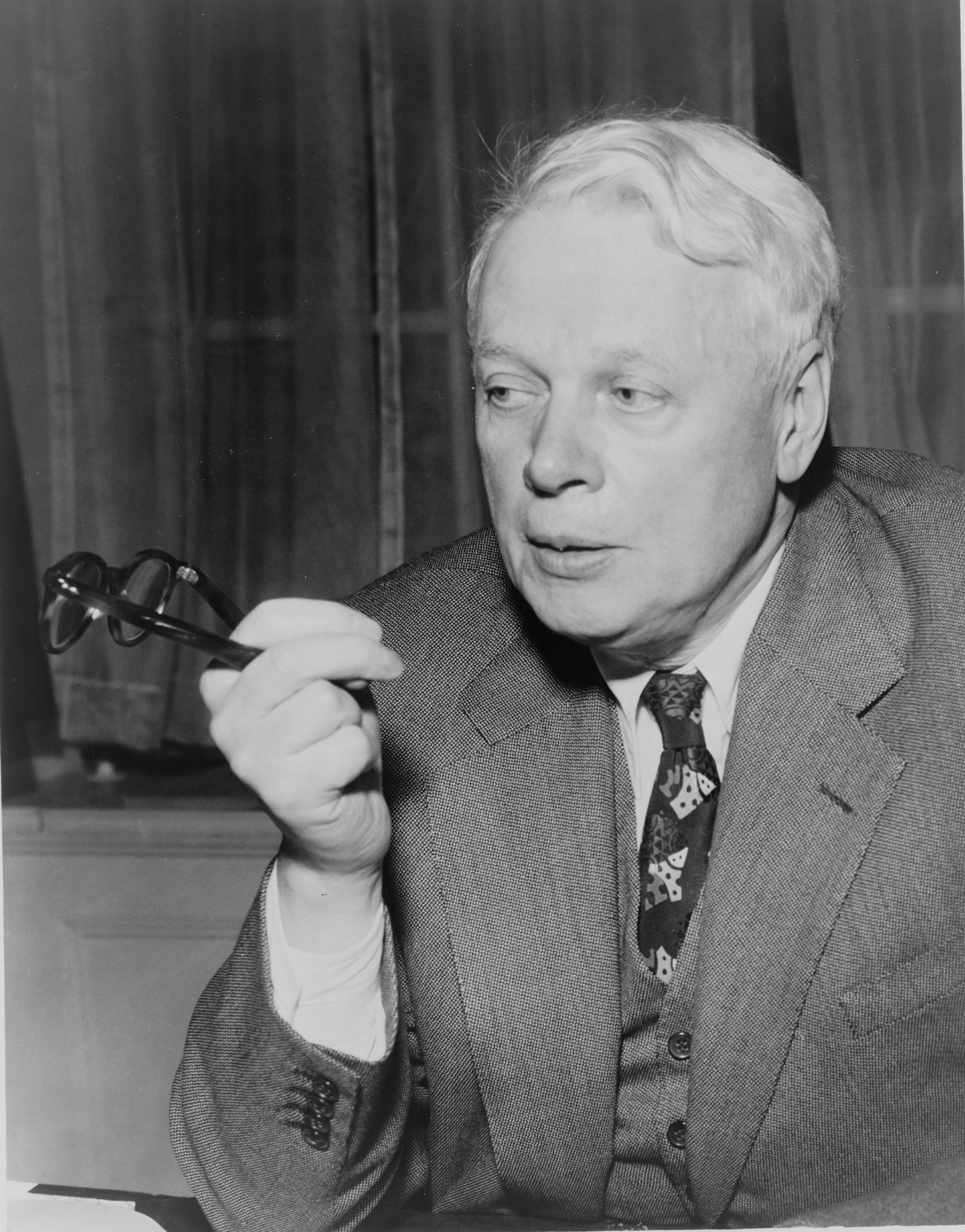
Thomas B. Costain.

Thomas Bertram Costain (8 de mayo de 1885, Brantford, Ontario - 8 de octubre de 1965) fue un periodista canadiense conocido por sus novelas históricas.

## Biografía
Trabajó como editor en el Guelph Daily Mercury entre los años 1908 y 1910. Se casó en 1912 en Nueva York con Ida Randolph Sprage, y tuvieron dos hijos. En 1917 comenzó a trabajar en una revista en Toronto, y fue tal su éxito que fue contratado como editor de ficción por la revista Saturday Evening Post, donde trabajó por 14 años. En 1920 se nacionalizó estadounidense. De 1939 a 1946 trabajó para la editorial Doubleday Books compartiendo su labor con la de asesor literario de la 20 Century Fox, trabajo que desempeñó de 1934 a 1942. En 1942 publica su primera novela, For My Great Folly: el éxito de dicha novela hizo que en 1946 dejase su trabajo y a partir de entonces se dedicara solo a escribir. En 1945 publicaría la que sería su novela más conocida La Rosa Negra, que años más tarde sería adaptada al cine por el director Henry Hathaway y protagonizada por Tyrone Power y Orson Welles, entre otros. Esta novela vendió dos millones de ejemplares en su primer año de publicación. Otra novela importante fue La Alta Torre, donde defendía la figura de Ricardo III, como un gran rey que había sido víctima de una conspiración. En 1952 publicaría El cáliz de plata, una protosecuela de las aventuras artúricas donde enlazaba la historia del cáliz de Cristo en los primeros tiempos del cristianismo. La novela fue llevada al cine y protagonizada por un joven y entonces desconocido Paul Newman, en lo que fue su presentación al gran público. Costain falleció en 1965 en Nueva York. Su hija Molly Costain Haycraft también es escritora de novelas históricas.

## Obras
- For My Great Folly (1942)
- Josué: Líder de la unidad del pueblo - Una biografía realista (1943) - con Rogers MacVeagh
- Cabalga conmigo (1944)
- La Rosa Negra (1945)
- El tesorero del rey (1947)
- Torres altas (1949)
- Hijo de cientos de reyes (1950)
- El cáliz de plata (1952)
- The Tontine (1955)
- Below the Salt (1957)
- La corona de hielo (1958)
- El Azote de Dios (1959) (sobre Atila el huno)
- El último amor (1963)